# GreenGo
 (juin 2024).
 (juin 2024).
Il peut être nécessaire de l'améliorer pour respecter le principe de neutralité de point de vue. 

GreenGo est une entreprise française fondée en 2021 et un site internet mettant en relation des particuliers et des hébergeurs de logements éco-responsables.
Une application mobile sur Android et iOS est en cours de développement.

## Historique
L'entreprise est cofondée à Saint-Ouen en février 2021 par Guillaume Jouffre, Mathieu Ravard, Félix Mézière et Antoine Vallat à l'aide d'une campagne de financement participatif sur la plateforme Ulule qui a rassemblé 32 000 €.
En mai 2022, GreenGo rachète les actifs de l'entreprise d'hébergement écoresponsable Vaovert, liquidée au mois de mars.
En juin 2022, l'entreprise réalise sa première levée de fonds à l'aide de la plateforme Lita.co, elle vend des actions pour une valeur totale de 553.800€ auprès de 420 actionnaires. Elle réunit également de l'argent auprès d'une quarantaine de business angels et de la banque publique d'investissement portant le montant total de la levée de fond à 1,2 million d'euros,.
En avril 2023, GreenGo lance l'Opération Transition, une formation en ligne destinée à aider les hébergements touristiques à adopter des pratiques écologiques. Deux mois plus tard, en juin 2023, GreenGo introduit un comparateur de moyens de transport, permettant aux utilisateurs d'évaluer leurs options en fonction du temps, du coût et des émissions de CO2.
En octobre 2023, GreenGo est sélectionné par l'État pour participer à la première édition du programme France Tourisme Tech. Ce programme a pour but d'aider GreenGo à innover dans le secteur du tourisme, avec le soutien de l'État français et du ministère de l’Économie, des Finances et de la Souveraineté industrielle et numérique. Enfin, en décembre 2023, GreenGo diversifie encore son offre en lançant des coffrets cadeaux voyages disponibles dans plusieurs grandes surfaces françaises et enseignes spécialisées. Cela renforce la visibilité de la start-up auprès du grand public mais le marché des coffrets-cadeaux est encore largement dominé par d'autres acteurs.
Le 24 octobre 2024, l'entreprise réalise une levée de fonds de 3 millions d'euros auprès de sociétés de capital risque (dont INCO Ventures, Climate Leaders Fast-Track et 4Ventures) et de business angels,.

## Concept
GreenGo est une plateforme de réservation en ligne qui connecte des voyageurs avec des hébergements de plusieurs types, allant des hôtels aux locations de courte durée, en passant par les logements de particuliers, répartis dans toute la France. L'entreprise se distingue par son engagement en faveur d'un tourisme local et responsable.
GreenGo se concentre sur la sélection de logements respectant des pratiques durables. Chaque nouveau candidat hébergeur est examiné à l'aide d'une grille de plus de 110 critères durables et responsables. Parmi les critères d'éligibilité, on compte la présence d'une gare à proximité pour pouvoir se déplacer en train, la bonne isolation du bâtiment, une pratique active de réduction des déchets, l'achat de produits locaux ou bio, et la présence de produits d'entretien éco-responsables.
Cette évaluation permet d'attribuer un éco-score et un CO2 score à chaque logement, fournissant aux voyageurs des informations claires sur le niveau d'engagement écologique des hébergeurs.
Les hébergeurs rejoignant la plateforme doivent signer une charte de durabilité, les engageant à maintenir et améliorer leurs pratiques écologiques, à adhérer aux valeurs du développement durable, et à offrir un rapport qualité-prix juste. Ce cadre rigoureux permet à GreenGo de promouvoir un modèle de tourisme respectueux de l'environnement et des communautés locales.

## Modèle financier
La principale source de revenu de GreenGo provient des commissions. La plateforme a commencé avec des commissions à 10%. mais en décembre 2022 GreenGo les a augmenté à 12% pour chaque réservation effectuée via la plateforme.
En plus de ces commissions, GreenGo génère des revenus par la vente de coffrets-cadeaux et par la formation à la transition écologique destinée aux hébergeurs. Malgré une croissance rapide, avec plus de 15 000 réservations enregistrées fin 2023, l'entreprise n'a pas encore atteint la rentabilité et dépend d'investissements externes pour couvrir ses frais.